# Przesmyk Karelski

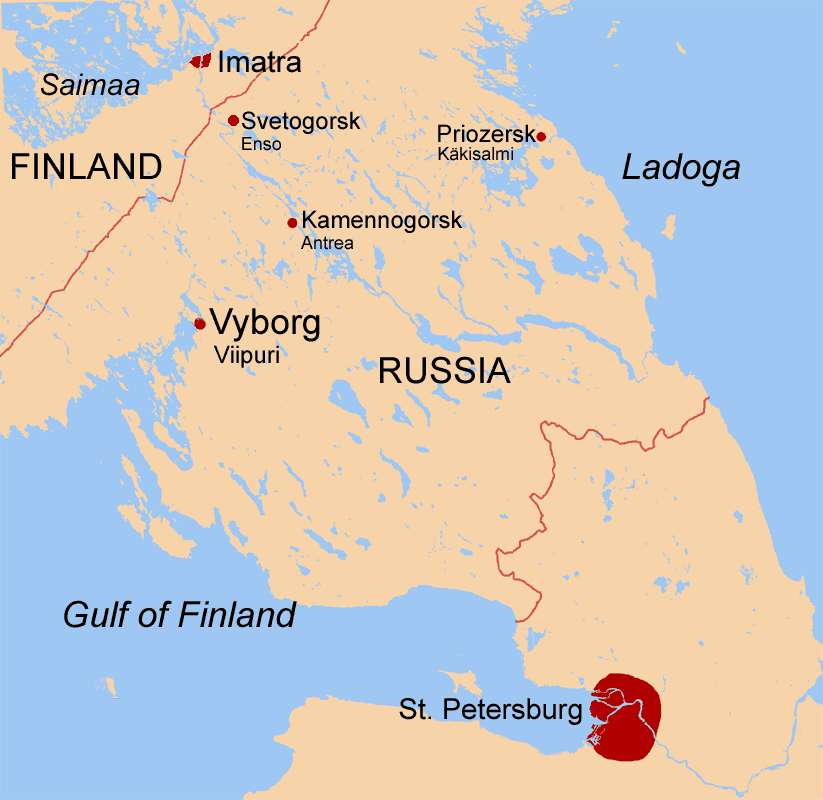
Przesmyk Karelski. Na mapie zaznaczono zmiany granic pomiędzy ZSRR a Finlandią, jakie nastąpiły w wyniku tzw. wojny zimowej

Przesmyk Karelski – pas ziemi położony pomiędzy jeziorem Ładoga a Zatoką Fińską, stanowiącą część Morza Bałtyckiego.
Obszar ten historycznie był częścią Karelii i dawał tej krainie dostęp do Morza Bałtyckiego, jednak od 1940 wchodzi w skład Rosji i administracyjnie należy do obwodu leningradzkiego. Tereny te wchodzą w skład rejonów: wyborskiego, prioziorskiego i częściowo wsiewołożskiego.

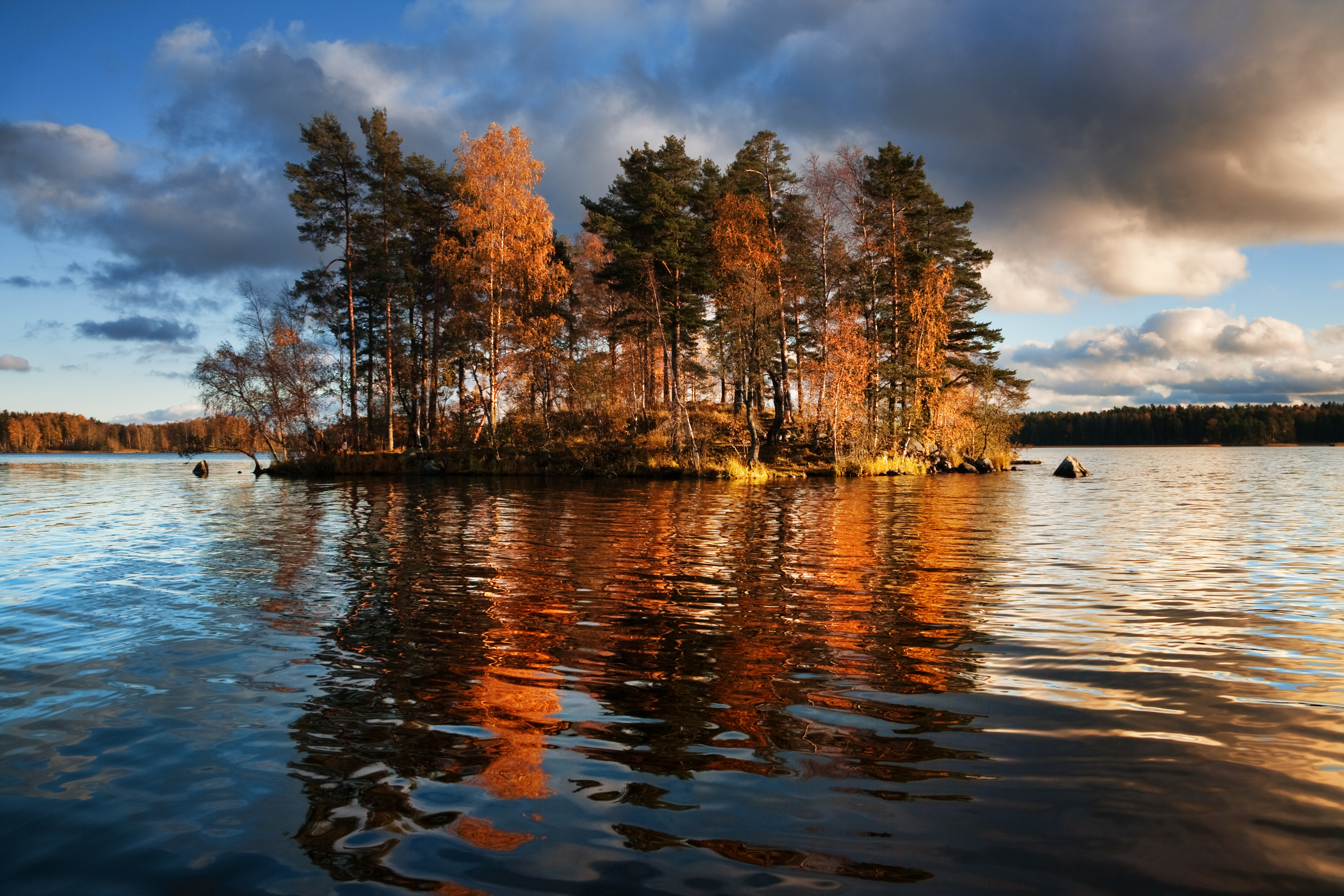
Jezioro Vuoksa koło Priozierska

Główne miasta położone na tym terenie to Wyborg (fiń. Viipuri), oraz Prioziersk (fin. Käkisalmi), na południowym skrawku przesmyku zaczyna się miasto Sankt Petersburg.

## Historia
Obszar Przesmyku Karelskiego został zasiedlony we wczesnym mezolicie, ślady najstarszych ludzkich osad pochodzą z IX i VIII tys. p.n.e. Nie jest znana przynależność etniczna ówczesnych mieszkańców, być może byli to przodkowie zamieszkujących te tereny w następnych stuleciach Ugrofinów. W IX–X w. krzyżowały się tutaj szlaki handlowe szwedzkich Waregów, Finów i Słowian, które prowadziły do ziem Bułgarów Nadwołżańskich. Najstarsze historyczne wzmianki o tym obszarze znajdują się w staroruskich Latopisach, które mówią o osiadłych na północ od rzeki Newy Karelach i zbrojnej wyprawie Rusinów.
W 1042 syn księcia kijowskiego Jarosława Mądrego – Włodzimierz zhołdował teren nad rzeką Newa, ok. 100 km na południe od dzisiejszego Viipuri. Po rozpadzie Rusi Kijowskiej obszar ten znalazł się pod wpływem Księstwa Nowogrodzkiego. Do lat 70. XIII wieku była to luźna zależność lenna, gdy w wyniku serii zbrojnych kampanii zostało podbite plemię Karelów. Zniszczono wiele osad i grodów.
Północna część Przesmyku dostała się we władanie podbijających fińskie ziemie Szwedów, którzy w 1293 założyli na swojej części Przesmyku twierdzę w Wyborgu (Viipuri). Stała się ona bazą wypadową do najazdów na ruską część przesmyku i inne ruskie ziemie. Obszary te w wyniku częstych wojen wielokrotnie były terenem walk i przedmiotem najazdów, co powodowało zniszczenia kraju i straty ludnościowe, np. w 1578 fińscy żołnierze, będącymi poddanymi szwedzkiego króla po zdobyciu klasztoru na wyspie Valamo zabili wszystkich prawosławnych mnichów z tamtejszego monastyru. Jakkolwiek zajmowane przejściowo przez Szwedów obszary Przesmyku do początku XVII w. formalnie pozostawały częścią Rosji. W 1610 Szwedzi zajęli teren Przesmyku i pewne inne obszary południowej Karelii oraz Ingrię, a w 1611 po półrocznym oblężeniu zdobyli Käkisalmi (szw. Kexholm). Stan ten usankcjonowany został pokojem stołbowskim (Stolbova) z 1617. Zajęcie przez luterańską Szwecję ziem karelskich spowodowało exodus karelskiej, prawosławnej ludności do innych części Karelii oraz Rosji. Swoje domy opuściło około połowy wszystkich Karelów. Największa część spośród nich, ok. 25–30 tys. osiadła w rejonie Tweru, tworząc grupę etniczną określaną mianem Karelów Twerskich. W latach 30. XX w. liczba Karelów rejonie Tweru była większa niż liczba Karelów w samej Karelii, co świadczy o skali migracji z początku XVII w. (W latach 1937–1939 w okolicy Tweru, noszącego wówczas radziecką nazwę Kalinin funkcjonował Karelski Okręg Narodowościowy).
W 1710 w czasie wojny północnej armia rosyjska odzyskała obszar Przesmyku, a oficjalnie pod władzę rosyjską powrócił on na mocy traktatu pokojowego z Nystad (fiń. Uusikaupunki) z 1721. Od tego momentu Przesmyk ów należał do Rosji, zaś po aneksji przez ten kraj Finlandii w większości wszedł w skład autonomicznego Wielkiego Księstwa Finlandii.

### XX wiek
Po I wojnie światowej znaczna część Przesmyku Karelskiego znalazła się w granicach niepodległej Finlandii, która w rejonie tym przejęła granice po Wielkim Księstwie Finlandii. Ponieważ obecność granicy państwowej w pobliżu drugiego co do wielkości miasta ZSRR mogła stanowić potencjalne zagrożenie, Związek Radziecki w ultymatywnej formie zażądał przekazania tych terenów. Spodziewana odmowa miała być pretekstem do najazdu na Finlandię, ustanowienia w tym kraju władzy komunistycznej i prawdopodobnie włączenia go w skład ZSRR.
Finlandia odmówiła spełnienia radzieckich żądań i w wyniku tego w listopadzie 1939 nastąpił atak ZSRR, który rozpoczął tzw. wojnę zimową. Nieudolność radzieckiego dowództwa spowodowała, iż mimo ogromnej przewagi liczebnej i technologicznej Armia Czerwona poniosła bardzo duże straty i dopiero po kilku miesiącach przełamała fiński pas umocnień zwany linią Mannerheima. Długotrwały opór uniemożliwił realizację planu podboju Finlandii, jednak traktat pokojowy, choć utrzymywał niepodległość kraju, przyznawał Związkowi Radzieckiemu ok. 10% fińskich ziem, w tym cały obszar Przesmyku Karelskiego. Ludność tego obszaru (ok. 420 tys.) w zdecydowanej większości postanowiła przenieść się na tereny, które pozostały w granicach Finlandii.
W 1941, po niemieckim ataku na ZSRR i po zbombardowaniu przez radzieckie lotnictwo Helsinek, sprzymierzona z Niemcami Finlandia opanowała Przesmyk (tzw. wojna kontynuacyjna), co pozwoliło na powrót uchodźców. Z możliwości tej skorzystało ok. 260 tys. osób. W czerwcu 1944 duże siły radzieckie przeprowadziły ofensywę, która doprowadziła do odbicia utraconych w 1941 obszarów. Po zakończeniu wojny Przesmyk powrócił do Związku Radzieckiego, ludność fińska ponownie musiała zmienić miejsce zamieszkania.
Długotrwałe walki w latach 1939–1940 i ponownie w 1941 oraz w 1944 spowodowały znaczne zniszczenia w infrastrukturze i gospodarce tych ziem, oraz przyniosły całkowitą zmianę składu narodowościowego ludności. Po wysiedleniu Finów, którzy wcześniej stanowili 99% ludności, obszar Przesmyku zasiedlono osadnikami ze Związku Radzieckiego, przede wszystkim z Rosji.